# Arzén konstantinápolyi pátriárka
Arzén Autorianosz (ógörögül: Ἀρσένιος Ἀυτωρειανός, latinul: Arsenius Autorianus), (1200 körül – 1273. szeptember 30.) konstantinápolyi pátriárka 1255-től 1259-ig, majd 1261-től 1265-ig.
Arzén egyszerű szerzetes volt, akit II. Theodórosz nikaiai császár emelt a pátriárkai méltóságba 1255-ben, egyben kiskorú fiának, Jánosnak gyámjául rendelte. 1261-ben Mikhaél Palailogosz (VIII. Mihály) megdöntötte az időközben trónrajutott (IV.) Jánosnak az uralmát, és meg is vakíttatta. Arzén erre egyházi átkot mondott Mihályra, aki viszont a Propontisz egy szigetére száműzette a pátriárkát. Arzén úgy halt meg évekkel később, hogy nem vonta vissza a császárra kimondott átkot.
A következő pátriárka, József visszavonta ugyan a kiközösítést, de Arzén követői, az úgynevezett arszeniták kisebb egyházszakadást idéztek elő a görög ortodox kereszténységen belül nem ismerve el a későbbi pátriárkákat. Mihály császár utóda, II. Andronikosz több kísérletet tett az arszeniták visszahívására az egyházba, de csak 1312-re csitultak el a viszálykodások. Ekkor hivatalosan is el lett ismerve Arzén átkának törvényessége. A pátriárkát szentté nyilvánították, testét pedig Konstantinápolyban helyezték nyugalomra.